# معركة كونسيبسيون
حدثت معركة كونسيبسيون في شهر أكتوبر من عام 1835 بين جنود المكسيك بقيادة العقيد دومينجو اجارتيكا وبين المتمردين من تكساس بقيادة جيمس باوي وجيمس فانين. وصف المؤرخ ج. ر. ايدمونسون التلاحم الأول الذي دام 30 دقيقة «بالتلاحم الأعظم في ثورة تكساس على أرض كنيسة كونسيبسيون»، عن بعد ميلين (3.2 كم) من جنوب سان أنطونيو (تكساس) التابعة للولايات المتحدة الأمريكية في الوقت الراهن.
وفي الثالث عشر من شهر أكتوبر جيش تكساس الحديث والذي يقوده ستيفان س أوستين متجها به إلى بيكسار، حيث يقود مارتن بيرفكتو دي كوس ما بقي من الجيش المكسيكي في تكساس. في السابع والعشرين من شهر أكتوبر، أرسل أوستين كل من فانين وباوي برفقة 90 جندي ليجدوا نقطة دفاع بالقرب من مقاطعة بيكسار (تكساس) ليأخذ جيش تكساس قسط من الراحة، بعد اختيار المنطقة، خيمت فرقة الاستطلاع في تلك الليلة وارسلت رسول ليخبر أوستين بذلك، بعد علمهم بانقسام الجيش، قام كوس بإرسال اجارتيكا برفقة 275 من الجنود ليهجموا جيش تيكساس المخيمين، احتمى جيش تكساس في أخدود يشبه حدوة الحصان، وكان نقطة دفاعية إستراتيجية من حيث إطلاق بعيد المدى والإمداد بالرصاص الذي أسهم في مقاومتهم العديد من هجمات المكسيكيين، إنسحب المكسيكيون قبل وصول ما بقي من جيش تكساس بثلاثين دقيقة. يقدر المؤرخون بوفاة ما يقارب 14 إلى 76 جندي مكسيكي حينما لم يمت سوى جندي واحد فقط من جيش تكساس. 

## الخلفية
أصر جيش تكساس الحديث على انهاء سيطرة الجيش المكسيكي على أراضي تكساس، اتجه الجيش بعدها نحو سان أنطونيو (تكساس) في الثالث عشر من أكتوبر عام 1835. وصل قبل ذلك بأيام الجنرال مارتن بيرفكتو دي كوس نسيب الرئيس المكسيكي إلى مقاطعة بيكسار (تكساس) ليقود كامل الجيش المكسيكي في تكساس. بحلول العشرين من أكتوبر قام جيش تكساس بقيادة ستيفين ف. أوستين بتوطين متحدثين للغة الإنجليزية في تكساس مروراً بمنطقة سالادو (تكساس)  ليقوموا بحصار مقاطعة بيكسار (تكساس). أراد الجيش المكسيكي من منع جيش تكساس من معاينة دفاعاته، فجعلوا الوصول من وإلى المدينة امرا صعبًا، رغم ذلك، استطاع البعض ان يتركوا ديارهم ويلتحقوا بصفوف جيش تكساس. كان باوي من بين الذين هربوا، وكان معروفاً بخبرته القتالية؛ وما اسهم في شهرته هي الأقوال حول شجاره الشهير في ساند بار وبحثه عن منجم سان سابا المفقود.
اعطى أوستين ترقية لجيمس باوي برتبة عقيد في الثاني والعشرين من أكتوبر، ومنحه قيادة الكتيبة الأولى برفقة الكابتن جيمس و. فانين. قامت الفرقة الأولى قبل حلول اللّيل بمهمة استطلاع لتقيم المهام السابقة اللتي اجريت حول سان أنطونيو (تكساس) ليجدوا مواقع مناسبة للتخييم. تعرف السكان المحليّين على المنطقة، وقاد جون سيجين رجاله عبر النهر بعد تحريهم لثلاث بعثات، قاما كل من جيمس باوي وفانين باختيار موقع كنيسة سان فرانسيسكو القديمة كأفضل موقع للتخييم. ألتحق بهم ما بقي من جيش تكساس في 27 أكتوبر. كان أوستين مصرا ليتحرك بالقرب من مقاطعة بيكسار (تكساس)، فأرسل كل من جيمس باوي وجيمس فانين ليجدوا موقع دفاعي مناسب ليخيم الجيش فيها أثناء الليل. 

## مقدمة

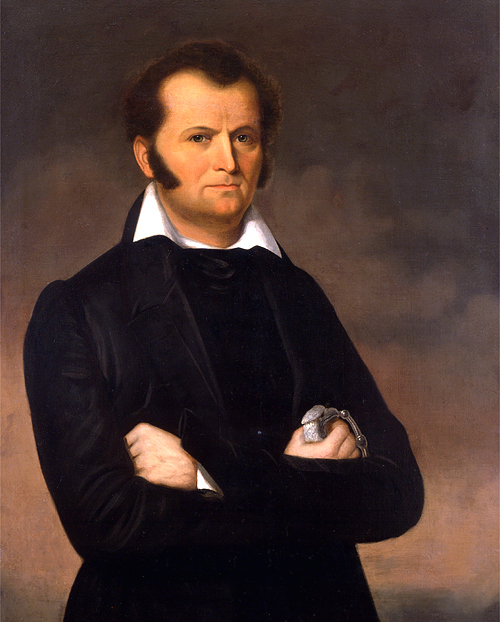
قاد العقيد جيمس باوي القوات المكسيكية خلال معركة كونسيبسيون.

رافق تسعون جندي جيمس باوي وفانين، وقسموا إلى أربعة مجموعات بقيادة أندريو بريسكو، روبرت كولمن، مايكل جوهان وفالينتاين بينت. اتجهت المجموعة شمالا باتجاه نهر سان أنطونيو (تكساس) خلف الكنيستين سان جون وسان جوس، وعبر طريقهم صادفوا فرقة استطلاعية تابعة للجيش المكسيكي، والذين انسحبوا إلى مقاطعة بيكسار (تكساس) بعد اشتباك لم يدم طويلا. توقف جيش تكساس بالقرب من كنيسة كونسيبسون والتي تبعد حوالي الميلين (3.2 كم) من مقاطعة بيكسار (تكساس) و سان أنطونيو (تكساس) و 6 اميال من مخيم جيش تكساس بالقرب من كنيسة سان فرانسيسكو القديمة، توقفت فرقة الاستطلاع لجيش تكساس بالقرب من كنيسة كونسيبسيون بخمس مئة ياردة (460 متر) غرب الكنيسة، انحنى نهر سان أنطونيو (تكساس) على شكل حدوة الحصان، بانحناء جانبي النهر بما يقارب 100 ياردة (91 متر) عن بعضهما، حسب أقوال المؤرّخ ألوين بار، بأن ضلال الأشجار غطّت كل من سطح وقاع النهر والتي تمتد بستة اقدام تحت مستوى سطح النهر. أرسل جيمس باوي وجيمس فانين مرسول ليخبر أوستين بمكان كونسيبسيون بدلا من العودة إليه. في اليوم التالي أشار أوستين غاضبا إلى ضبَّاط مهددًا لأنهم لم يلتزموا بالأوامر مع القاضي العسكري. انقسمت فرقة تكساس الاستطلاعية إلى مخيمين. راقب جيمس فانين 49 رجلاً على الجزء الجنوبي من انحناء النَّهر، حينما كان جون باوي وبقية الجنود مخيمين في الجزء الشمالي من النَّهر. في حالة ظُهُور قواة مكسيكية من الجهة الشمالية سيكونون على مرمى قواة تكساس. ثبتت الأوتاد حول الكنيسة وفي برجها مما اسهم في وضوح الرؤية بشكلٍ كَبِير. حينما خيم الجيش في المساء، تفاجئوا حينما شاهدوا قذيفة المدفع المكسيكية، والتي أطلقت من أحد أبراج الكنائس في مقاطعة بيكسار (تكساس)، لكنها سقطت خلف مخيمهم مباشرة. شك مُعظم الجنود بأن قسيس الكنيسة اخبر الجيش المكسيكي عن موقعهم.

## المعركة

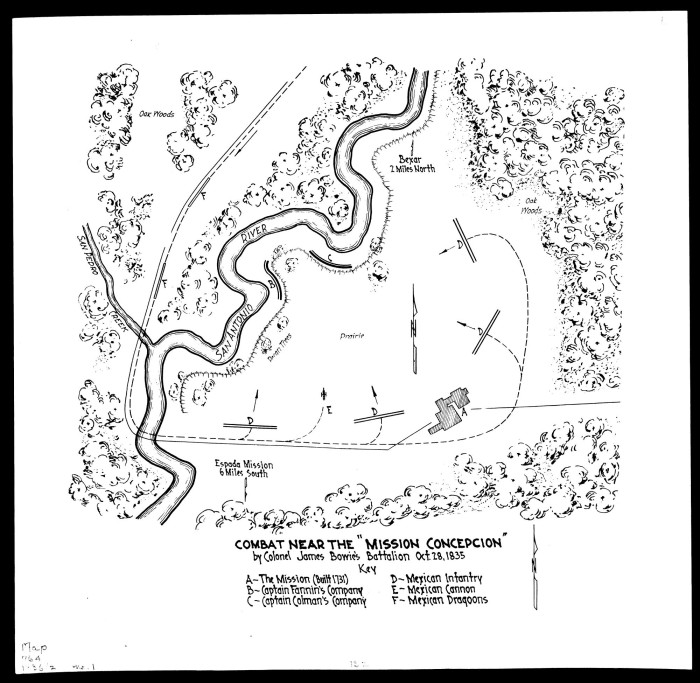
خريطة موقع المعركة

أمر مارتن بيرفكتو دي كوس العقيد دومينجو اجارتيكا ليقود هجوما في الصباح الباكر في 28 أكتوبر، في أمل القضاء على قوات تكساس قبل ان تصل قواة الجيش الأخرى. غادر دومينجو مقاطعة بيكسار (تكساس) الساعة 6:00 صباحاً برفقة 275 من الجند المكسيكيين جالبين معهم مدفعين. أسهم الضباب الكثيف في تأخير وصولهم، ولم يصل الجند لكونسيبسيون إلا في الساعة 7:30 أو 8:00 صباحاً. أطلق الخيالة المكسيكيين على مراقِب جيش تكساس هنري كارنس، وبعد تبادل النار لاذ هنري بالفرار إلى رفاقه قائلاً «يا رِجَال، لقد أطلق الأوغاد على مخزن البارود لدي». احتمى جنود تكساس في الخندق، وكانوا يطلقون النار من حافة الخندق قبل نزولهم 6 أقدام إلى قاع الخندق ليعيدوا تعبئة الذخيرة. حينما سارع بقية جنود تكساس اللحاق ببقية القوات، أسقطت رصاصة مكسيكية بِن خارفِز في ضفة النَّهر. أصابت الرصاصة سكين خارفِز فاختل توازنه ولم يُعاني سوى كدمات بسيطة.
كان موقع قوات تكساس محاطاً بالأشجار، مما صعّب مناورة الجيش المكسيكي. كان بقية القوات المكسيكية والمكونه من 200 جندي في الضفة الغربية من النَّهر، خلف قوات تكساس، ليمنعوا فرار الجيش إن حدث ذلك. 
جلب المقدم خوزيه ماريا ميدوزا معه جنود المشاة المكسيكيين وسلاح المدفعية عبر النهر إلى منطقة اقل ارتفاعاً من جيش تكساس. ومن جهة أخرى. حفر جيش تكساس بالقرب من مخيمهم خنادق تؤمن لهم رؤية أفضل وتسهل عليهم الحركة أثناء القتال. إلتحم كلا الطرفين لمدة تقارب الساعتين، حتى بدأ الضباب بالتلاشي. وفي تلك اللحظة، عبر 50 إلى 60 جندي مكسيكي البستان ليطوقوا كتائب تكساس. شاهد جيمس باوي تحركاتهم وهتف إلى قواته قائلا «إحتموا يارجال، وأحفظوا ما بقي من ذخيرتكم، فنحن لا نستطيع أن نضحي برجل آخر!» وعن بعد 300 ياردة (270 متر) من مواقع قوات تكساس، أخذ الجيش المكسيكي بتشكيل صف من الجنود يتوسطه المدافع. أخذوا يطلقون النار أثناء تقدمهم إلى مواقع كتائب تكساس. حسب أقوال أحد جنود تكساس نوح سميث ويك، «كانت الرصاصات والشظايا ترتطم بالأشجار اللتي أمامنا، وتساقطت ثمارها علينا، ورأيت رجالاً يلتقطونها ويأكلون منها دون اكتراث لما يحدث حولهم وكأنها سقطة جراء الرياح.» وضح جيمس باوي في تقريره لأوستين بأن «قوات العدو كانت تطلق نيرانها في شرارة واحدة، أي: (في وقت واحد منتظم)، حينما صفوفنا كانت تتأخر في الإطلاق، لكن بأفضل دقة وتأثير على الهدف.» سجلت قواة المشاة المكسيكية أبعد إصابة عن بعد 70 ياردة (64 متر) والتي أطلقها الجندي براون بيس، مقارنةً بأسلحة قوات تكساس طويلة المدى التي أصابت الأهداف عن بعد 200 ياردة (180 متر). جيش تكساس كان يعاني من قلة الذخيرة، بالرغم من توفر الذخيرة لدى الجيش المكسيكي، لكن جودتها رديئة. كانت رصاصات الجيش المكسيكي تخطئ إصابة جنود تكساس في الكثير من الأحيان مسببة أضرار قليلة بدلاً من ترك الكدمات. حينما أمر الضباط المكسيكيين بالهجوم على الانحناء الجنوبي حيث يوجد جيمس فانين وجنوده، أرسل جيمس باوي سرية كولومن لمساعدتهم. تحرك معضم جنود تكساس إلى مواقعهم الجديدة أسفل الضفة، لكن ظهر الجنود فور قدوم قوات تكساس وعبروا البستان. تسبب ذلك في إصابة أحد الجنود، ريتشارد أندريوس، اصيب في جانبه برصاصة ومات بعد ما انتهت المعركة بساعات.
إنسحب الجنود المكسيك فور وصول التعزيزات جنوب حدوة الحصان، تراكين ورَاءَهُم المدافع بالقرب من قوات تكساس بمسافة 100 ياردة (91 متر). سددوا جنود تكساس نحو جنود المدافع. تركت المدافع بعد مقتل أو إصابة ثلاث فرق من جنود تكساس. قام الجنود المكسيكيين بشن ثلاث هجمات؛ واللتي فشلت جميعها. حينما طلبت القوات المكسيكية الانسحاب، أسقطتهم قوات تكساس من مسافات بعيدة. أُرسِلَت فرقة خيالة لإسترجاع الجنود المكسيكيين المصابين والمدافع، وحينما اقتربت فرق الخيالة، قاد جيمس باوي هجوماً نحو البستان. أستحوذ جنود تكساس على المدافع وقاموا بالتسديد نحو جيش المكسيك. أسهمت رصاصة بمقتل أحد سائقي البغال، مما أدى في انقلاب العربة «مندفعة نحو الصفوف المكسيكية المشتتة.» لم تدوم تلك المعركة سوى 30 دقيقة فقط.

## نتائج الحرب

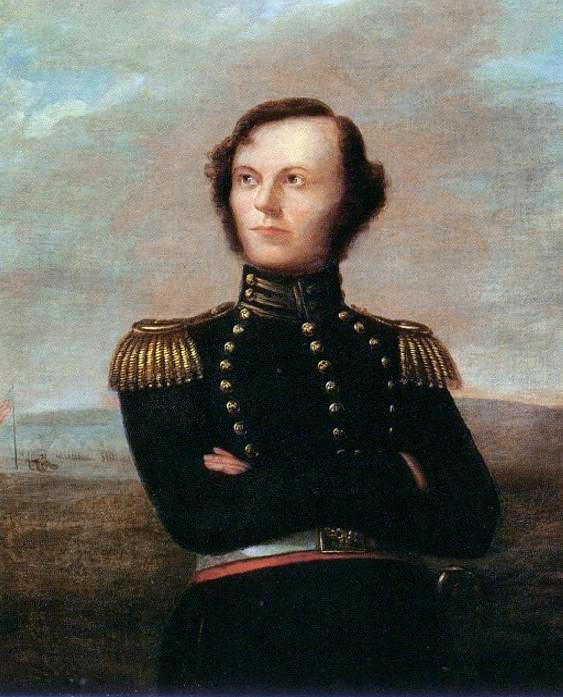
كان القائد جيمس و. فانين أحد القادة في معركة كونسيبسيون.

أراد أوستين لم شمل الجزئين من جيشه فورًا في الثامن والعشرين من أكتوبر، لكن تأخرت الفرقة المخيمة بالقرب من كنيسة إيسبادا في محاولة بحث فاشلة عن فرقة تركت في ساحة المعركة. توجه المقدم ويليام بيريت تراڤيس وجنوده نحو قلب الجيش. حينما وصلوا إلى كونسيبسيون، كان الجيش المكسيكي واضح من مسافة بعيدة. وصل الجنود المكسيكيين إلى مقاطعة بيكسار (تكساس) سالمين، رغم مطاردة فرق تكساس لهم. وصل بقية جيش تكساس في أقل من 30 دقيقة من بعد انتهاء 
المعركة، فظن أوستين بأن القوات المنسحبة عددها قليل بعدما هزموا في المعركة فأراد أن ينتهز الفرصة ويقضي عليهم في بيكسار. رفض جيمس باوي ومعظم الضباط فكرة أوستين لأنهم كانوا يوقنون بأن بيكسار شديدة التحصين. فتش جيش تكساس عن ما خلفه جنود المكسيك ورَاءَهُم بعد الانسحاب، فوجدوا صندوق ذخائر، لكن كان جيش تكساس يعلم بأن البارود المكسيكي ضعيف الجودة فأخذوا الطلقات وتركوا البارود.
أمر أوستين قسيس وبعض الرجال أن يلتقطوا جثث الجنود المكسيكيين، قدر بار مقتل ما يقارب 14 جندي مكسيكي واصابة 39 مِنْهُم، بعض المصابين ماتوا بعد ذلك. وُرِد في كتاب مصدر ألامو الذي ألفه تيموثي توديش بأن 60 جندي مكسيكي قتل خلال المعركة، بينما قال المؤرخ ستيفن هاردين بإنهم كانوا 76. لم يمت من جيش تكساس سوى شخص واحد وهو أندريو، ولم يصاب من الجنود سوى خارفيز.
حدثت المعركة كما وصفها المؤرخ ج. ر. ايدمونسون «بالتلاحم الأعظم في ثورة تكساس على أرض كنيسة كونسيبسيون» كانت آخر الهجمات التي أمر بها مارتن بيرفكتو دي كوس. نسب بار النصر لجيش تكساس لأن الجيش كان «بقيادة متمكنة، مواقع دفاعية إستراتيجية، وامتلاكها قوة نارية عالية.» لم يتمكن الخيالة المكسيكيين أن يقاتلوا بكفاءة في التضاريس المليئة بالأشجار وبرك الأنهار، ولم تكن أسلحة الجيش المكسيكي بعيدة المدى كالتي مع جيش تكساس. قال بار بأن «النصر في معركة كونسيبسيون قد علّمنا درساً في شجاعة الجيش المكسيكي وأهمية المواقع الدفاعية الجيدة»، يضن هاردين بأن «آثار المعركة خلدت في أذهان جنود تكساس الاعتماد على أسلحتهم ذات المدى البعيد وإهانة أعدائهم». قال أحد الجنود الذين خدموا مع جيمس فانين لاحقاً بأن«خبرة جيمس فانين في معركة كونسيبسيون جعلته يعتمد على نفس الاحتياطات في تلك المعركة» والتي أسهمت في هزيمته في معركة كوليتو في شهر مارس من عام 1836.